# サンライズクルセイド
サンライズクルセイドは、バンダイが販売しているサンライズ製作のアニメ（主にロボットアニメ）をテーマとしたトレーディングカードゲーム。カードダスが制作している「クルセイドシステムカードシリーズ」の第1作。

## 概要
サンライズ製作のアニメ作品をテーマとしたトレーディングカードゲーム、同じくカードダスが制作しているガンダムウォーから派生した作品である為、2ゲームのルールの共通する部分が多い。
元々は高年齢層のTCGプレイヤーを対象に1980年代のロボット作品が中心のTCGとして発売されたが、第2弾、3弾より近年の作品（『勇者王ガオガイガー』『ブレンパワード』）、当時放映中であった作品（『コードギアス 反逆のルルーシュ』）が登場。第5弾に非ロボット、非メカ系アニメ『舞-HiME』の参加以降、ロボット、非ロボット作品問わず、サンライズアニメが新旧入り乱れて遊べることが特徴のTCGとなっている。
後に、スーパーロボット大戦OGをテーマとした「OGクルセイド」、マクロスシリーズをテーマとした「マクロスクルセイド」、ダイナミックプロ関連作品やボンズ関連作品をテーマとした「ダイナミッククルセイド」「ボンズクルセイド」など、特定の作品やプロダクションに的を絞ったエキスパンションも順次発表されている。これらと本作を総合した「クルセイドシステム」としてシリーズ展開が行われている。
また、クルセイド全体の運営が終了した後に、「CARD ART WORKS FROM SUNRISE CRUSADE」が展開されている。

## タイアップ
2008年にTV放映中であった『コードギアス』シリーズとのタイアップ展開が行われている。第3弾から第5弾までコードギアス関連のカードが多数を占めたほか、初のタクティカルスターター・イベントのプロモーションカード・各種広告物・パッケージに至るまでコードギアスが中心となった。

## 登場作品
☆はプロモーションカードのみの参戦。★は運営終了後に展開しているカードアートワークスのみの参戦。
- 無敵超人ザンボット3
- 無敵鋼人ダイターン3
- 無敵ロボ トライダーG7
- 伝説巨神イデオン
  - 伝説巨神イデオン 接触編
- 戦闘メカ ザブングル
- 聖戦士ダンバイン
  - New Story of Aura Battler DUNBINE
- 装甲騎兵ボトムズ
  - 装甲騎兵ボトムズ ザ・ラストレッドショルダー
  - 装甲騎兵ボトムズ ビッグバトル
  - 装甲騎兵ボトムズ 赫奕たる異端
  - 装甲騎兵ボトムズ ペールゼン・ファイルズ
  - 装甲騎兵ボトムズ Case;IRVINE
- 銀河漂流バイファム
- 重戦機エルガイム
- 機甲界ガリアン
  - 機甲界ガリアン 鉄の紋章
- 蒼き流星SPTレイズナー
- 機甲戦記ドラグナー
- 鎧伝サムライトルーパー
- 魔神英雄伝ワタル
  - 真魔神英雄伝ワタル 魔神山編
- 魔動王グランゾート
- 勇者王ガオガイガー
  - 勇者王ガオガイガーFINAL
  - 勇者王ガオガイガーFINAL-GRAND GLORIOUS GATHERING-
- カウボーイビバップ
  - COWBOY BEBOP 天国の扉
- ブレンパワード
- コードギアス 反逆のルルーシュ
  - コードギアス 反逆のルルーシュR2
  - コードギアス 亡国のアキト
  - コードギアス 双貌のオズ
  - コードギアス 双貌のオズO2
- 舞-HiME
  - 舞-乙HiME
  - 舞-乙HiME Zwei
  - 舞-乙HiME O～S.ifr
- 勇者特急マイトガイン
- ゼーガペイン
  - ゼーガペインADP
- GEAR戦士 電童
- スクライド
- 新世紀GPXサイバーフォーミュラ
- OVERMANキングゲイナー
- 勇者警察ジェイデッカー
- 覇王大系リューナイト
  - 覇王大系リューナイト アデュー・レジェンド
- TIGER & BUNNY
  - 劇場版TIGER & BUNNY -The Rising-
- セイクリッドセブン
  - セイクリッドセブン 銀翼の翼
- 境界線上のホライゾン
  - 境界線上のホライゾンII
- THEビッグオー
- 天空のエスカフローネ
- 革命機ヴァルヴレイヴ
  - 革命機ヴァルヴレイヴ アンダー・テイカー
- 伝説の勇者ダ・ガーン
- アクセル・ワールド
  - アクセル・ワールドOVA
  - アクセル・ワールド-インフィニット・バースト-
- バディ・コンプレックス
- クロスアンジュ 天使と竜の輪舞
- アルジェントソーマ
- リーンの翼
- 絶対無敵ライジンオー
- 疾風!アイアンリーガー
- 元気爆発ガンバルガー
- アイドルマスター XENOGLOSSIA
- 無限のリヴァイアス
- ベターマン
- サン娘～Girl's Battle Bootlog
- ☆巨神ゴーグ
- ☆超力ロボ ガラット
- ☆ダーティペア
- ★太陽の牙ダグラム
- ★勇者エクスカイザー
- ★太陽の勇者ファイバード
- ★熱血最強ゴウザウラー
- ★黄金勇者ゴルドラン
- ★勇者指令ダグオン
- ★超者ライディーン
- ★ガサラキ
- ★完全勝利ダイテイオー

## 色
「エピソード」では、別の色のカードが登場する場合もある。
- 青 防御を得意とする。
  - 聖戦士ダンバイン / New Story of Aura Battler DUNBINE
  - 無敵鋼人ダイターン3
  - ブレンパワード
  - 機甲界ガリアン / 同 鉄の紋章
  - 勇者特急マイトガイン
  - OVERMANキングゲイナー
  - 覇王大系リューナイト / 同 アデュー・レジェンド
  - 革命機ヴァルヴレイヴ / 同 アンダー・テイカー
  - リーンの翼
  - 銀河漂流バイファム
  - アイドルマスターXENOGLOSSIA
- 緑 攻撃を得意とする。
  - 戦闘メカ ザブングル
  - 蒼き流星SPTレイズナー
  - カウボーイビバップ / COWBOY BEBOP 天国の扉
  - 魔神英雄伝ワタル / 真魔神英雄伝ワタル 魔神山編
  - ゼーガペイン / ゼーガペインADP
  - 新世紀GPXサイバーフォーミュラ
  - 勇者警察ジェイデッカー
  - コードギアス 亡国のアキト
  - TIGER & BUNNY /劇場版 TIGER & BUNNY -The Rising-
  - バディ・コンプレックス
  - 絶対無敵ライジンオー
  - 元気爆発ガンバルガー
  - 無限のリヴァイアス
- 黒 破壊を得意とする。
  - 装甲騎兵ボトムズ / 同 ザ・ラストレッドショルダー / 同 ビッグバトル / 同 赫奕たる異端 / 同 ペールゼン・ファイルズ / 同 Case;IRVINE
  - 機甲戦記ドラグナー
  - 伝説巨神イデオン / 伝説巨神イデオン 接触篇
  - 舞-HiME
  - スクライド
  - 舞-乙HiME / 同 Zwei
  - THEビッグオー
  - 鎧伝サムライトルーパー
  - 伝説の勇者ダ・ガーン
  - アルジェントソーマ
  - 無敵ロボ トライダーG7
  - 疾風!アイアンリーガー
  - ベターマン
  - 勇者王ガオガイガーFINAL-GRAND GLORIOUS GATHERING-
- 赤 妨害を得意とする。
  - 重戦機エルガイム
  - 無敵超人ザンボット3
  - 勇者王ガオガイガー / 同 FINAL
  - コードギアス 反逆のルルーシュ / 同 反逆のルルーシュR2 / 同 双貌のオズ / 同 双貌のオズO2
  - GEAR戦士 電童
  - セイクリッドセブン
  - 天空のエスカフローネ
  - 舞-乙HiME O～S.ifr
  - クロスアンジュ 天使と竜の輪舞
  - 魔動王グランゾート
- 紫 主にサンライズレアとして使われる。

## カードセットリスト
- 第1弾 異界の聖戦 2007年10月26日発売
  - 発売型式 スターターセット&ブースターパック
    - 全85種類（コモン36種 ST専用コモン4種 アンコモン18種 ST専用アンコモン4種 レア18種 ST専用レア4種 サンライズレア1種）
- 第2弾 未知なる力 2008年1月26日発売
  - 発売形式 ブースターパック
    - 全73種類（コモン36種 アンコモン18種 レア18種 サンライズレア1種）
      - 『伝説巨神イデオン』『勇者王ガオガイガー』『カウボーイビバップ』『ブレンパワード』が初登場。
- 第3弾 反逆の騎士 2008年4月26日発売
  - 発売型式 スターターセット&ブースターパック
    - 全119種類（コモン48種 アンコモン42種 レア24種 ST専用レア4種 サンライズレア1種）
      - 『機甲界ガリアン』『コードギアス 反逆のルルーシュ』が初登場。
- セットアップスターター その名はゼロ 2008年7月9日発売
  - 発売形式 スターターセット
    - 全28種類（ただし、枚数が重複するカードは除く。また、再生の鼓動の先行収録カード2枚も含む。）
- 第4弾 再生の鼓動 2008年7月25日発売
  - 発売形式 ブースターパック
    - 全97種類（コモン48種 アンコモン24種類 レア24種 サンライズレア1種）
      - 『コードギアス 反逆のルルーシュR2』が初登場。
- 第5弾 魔神の覚醒 2008年10月16日発売
  - 発売形式 スターターセット&ブースターパック
    - 全109種類（コモン48種 アンコモン24種 レア24種 メタルユニットレア4種 B専用メタルキャラクターレア4種 ST専用メタルコマンドレア4種 サンライズレア1種）
      - 『魔神英雄伝ワタル』『舞-HiME』が初登場。
- 第6弾 痛みの封印 2009年1月28日発売
  - 発売形式 スターターセット&ブースターパック
    - 全105種類（コモン48種 アンコモン24種 レア20種 メタルユニットレア4種 B専用メタルキャラクターレア4種 ST専用メタルコマンドレア4種 サンライズレア1種）
      - 『勇者特急マイトガイン』『ゼーガペイン』が初登場。
- 第7弾 迫り来る脅威 2009年4月16日発売
  - 発売形式 スターターセット&ブースターパック
    - 全105種類（コモン48種 アンコモン24種 レア20種 メタルユニットレア4種 B専用メタルキャラクターレア4種 ST専用メタルコマンドレア4種 サンライズレア1種）
- 第8弾 惹かれあう魂 2009年7月15日発売
  - 発売形式 スターターセット&ブースターパック
    - 全105種類（コモン48種 アンコモン24種 レア20種 メタルユニットレア4種 B専用メタルキャラクターレア4種 ST専用メタルコマンドレア4種 サンライズレア1種）
      - 『GEAR戦士 電童』『スクライド』が初登場。
- Reloaded 勇者の再臨 2009年10月17日発売
  - 発売形式 ブースターパック
    - 全185種類（コモン72種 アンコモン40種 レア48種 メタルレア16種[パラレル含む] サンライズレア1種）
      - 第1弾から第4弾までの再録&新規によるベストセレクション第1弾。
- 第9弾 輪廻の翼 2010年1月15日発売（ヴァンガードスターターセット）、2010年1月28日発売（ブースター）
  - 発売形式 スターターセット&ブースターパック
    - 全145種類（コモン64種[再録16種類、ST先行12種類も含む]、アンコモン36種[再録12種類、ST先行8種類も含む]、レア20種、ST専用レア4種、ST先行パラレルレア4種、メタルレア12種、ST専用メタルレア4種、サンライズレア1種）
      - 『機甲界ガリアン 鉄の紋章』『舞-乙HiME』（正確にはプレミアム参戦）が初登場。
- 第10弾 神速の勝利者 2010年3月18日発売（ヴァンガードスターターセット）、2010年4月17日発売（ブースター）
  - 発売形式 スターターセット&ブースターパック
    - 全137種類（コモン56種[再録16種類も含む]、アンコモン36種[再録12種類も含む]、レア24種、ST先行パラレルレア4種、メタルレア12種、ST専用メタルレア4種、サンライズレア1種）
      - 『新世紀GPXサイバーフォーミュラ』が初登場。
- 第11弾 ～永劫への回帰～ 2010年6月18日発売（ヴァンガードスターターセット）、2010年7月15日発売（ブースター）
  - 発売形式 スターターセット&ブースターパック
    - 全137種類（コモン60種[再録18種類も含む]、アンコモン32種[再録10種類も含む]、レア24種、ST先行パラレルレア4種、メタルレア12種、ST専用メタルレア4種、サンライズレア1種）
      - 『OVERMANキングゲイナー』が初登場。『舞-乙HiME』が本格参戦。
- 第12弾 ～黒き聖域～ 2010年10月14日発売
  - 発売形式 ブースターパック
    - 全111種類（コモン48種、アンコモン24種、レア24種、メタルレア12種、サンライズレア2種[パラレル含む]+特別収録『運命を切り開くもの』1種）
      - 『運命を切り開くもの』（サンライズVer.）が新イラスト・メタル仕様にて特別収録。
- Reloaded2 復活の象徴（シンボル） 2010年12月22日発売
  - 発売形式 ブースターパック
    - 全168種類（コモン72種、アンコモン40種、レア40種、メタルレア12種、サンライズレア4種[パラレル含む]）
      - 第5弾から第8弾までの中心による再録&新規によるベストセレクション第2弾。
- 第13弾 ～変革の序章～ 2011年3月17日発売
  - 発売形式 ブースターパック
    - 全85種類（コモン28種、アンコモン20種、レア24種、メタルレア12種、サンライズレア1種）
      - 『New Story of Aura Battler DUNBINE』『勇者警察ジェイデッカー』『覇王大系リューナイト』『装甲騎兵ボトムズ Case;IRVINE』が初登場。
      - 本弾以降、裏面のデザインが「サンライズクルセイド」から「クルセイドシステム」の共通デザインに変更される。
- エピソード 2011年7月21日発売
  - 発売形式 ブースターパック
    - 全85種類（コモン28種、アンコモン20種、レア24種、メタルレア12種、サンライズレア1種）
      - 『スクライド』『舞-乙HiME』『コードギアス 反逆のルルーシュR2』に絞られ、そして『TIGER & BUNNY』が初登場。
- エピソード2 TIGER＆BUNNY 2011年11月18日発売
  - 発売形式 ブースターパック
    - 全64種類（コモン28種、アンコモン12種、レア15種、メタルレア8種、サンライズレア1種）
      - 『TIGER & BUNNY』のみに収録。
- エピソード3 境界線上のホライゾン/セイクリッドセブン 2011年11月26日発売
  - 発売形式 ブースターパック
    - 全80種類（コモン27種、アンコモン24種、レア20種、メタルレア8種、サンライズレア1種）
      - 初登場である『セイクリッドセブン』『境界線上のホライゾン』に絞られる。
- 第14弾 ～希望まれし英雄～ 2012年2月24日発売
  - 発売形式 ブースターパック
    - 全93種類（コモン32種、アンコモン28種、レア20種類、メタルレア12種、サンライズレア1種）
      - 『装甲騎兵ボトムズ 赫奕たる異端』『THEビッグオー』が初登場。
- エピソード4 境界線上のホライゾン/舞-乙HiME/天空のエスカフローネ 2012年4月27日発売
  - 発売形式 ブースターパック
    - 全95種類+3種類（コモン40種、アンコモン27種、レア15種、メタルレア12種、サンライズレア1種+ボックス特典3種）
      - 『舞-乙HiME』『境界線上のホライゾン』に絞られ、そして『天空のエスカフローネ』が初登場。
- 第15弾 疾駆する光 2012年7月20日発売
  - 発売形式 ブースターパック
    - 全93種類+3種類（コモン32種、アンコモン28種、レア20種、メタルレア12種+ボックス特典3種、サンライズレア1種）
      - 『コードギアス 亡国のアキト』がゲスト参戦。
- エピソード5 TIGER&BUNNY第2弾 2012年10月12日発売
  - 発売形式 ブースターパック
    - 全61種類+3種類（コモン24種、アンコモン18種、レア12種、メタルレア6種+ボックス特典3種[金色箔押し]、サンライズレア1種）
      - 『TIGER & BUNNY』のみに収録。
- エピソード6 境界線上のホライゾン/舞-乙HiME O～S.ifr 2012年12月21日発売
  - 発売形式 ブースターパック
    - 全93種類+3種類（コモン32種、アンコモン28種、レア20種、メタルレア12種+ボックス特典3種、サンライズレア1種）
      - 『境界線上のホライゾンII』の最速収録と、『舞-乙HiME O～S.ifr』が初登場。
- 構築済みデッキセット 【コードギアス】 2013年2月15日発売 
  - 発売形式 スターターセット
    - 全29種類（ただし、枚数が重複するカードは除く）
      - 全て『コードギアス 反逆のルルーシュ&R2』のみに絞られ、再録&新規のベストセレクション。そして、『コードギアス 双貌のオズ』が初登場。
- 第16弾 伝説への回帰 2013年2月15日発売
  - 発売形式 ブースターパック
    - 全103種類+3種類（コモン45種、アンコモン30種、レア15種、メタルレア12種+ボックス特典3種、サンライズレア1種）
      - 『鎧伝サムライトルーパー』が初登場。
- フルメタルブースターパック 2013年3月22日発売
  - 発売形式 ブースターパック
    - 全85種類+3種類（ボックス特典も含めて、全て再録）
      - 過去弾の人気カードを全てメタル(銀蒸着)使用で豪華に再録（一部イラスト変更あり）。
- エピソード7 勇者シリーズ 2013年4月26日発売
  - 発売形式 ブースターパック
    - 全95種類+3種類（コモン40種、アンコモン27種、レア15種、メタルレア12種+ボックス特典3種、サンライズレア1種）
      - サンライズクルセイドが登場する『勇者シリーズ』の4作に絞られ。『伝説の勇者ダ・ガーン』『勇者王ガオガイガーFINAL』が初登場。
- エピソード8 境界線上のホライゾン/アクセル・ワールド 2013年7月26日発売
  - 発売形式 ブースターパック
    - 全95種類+3種類（コモン40種、アンコモン27種、レア15種、メタルレア12種+ボックス特典3種、サンライズレア1種）
      - 電撃文庫が原作のサンライズアニメ作品（『境界線上のホライゾン&II』、『アクセル・ワールド』）に絞られ、『アクセル・ワールド』が初登場。
- 構築済みデッキセット2 革命機ヴァルヴレイヴ 2013年9月13日発売
  - 発売形式 スターターセット
    - 全25種類（全てスターター専用で、枚数が重複するカードは除く）
      - 『革命機ヴァルヴレイヴ』が本格参戦[2]。声優サインカードキャンペーンを実施。
- 第17弾 革命の輝き 2013年9月13日発売
  - 発売形式 ブースターパック
    - 全116種類+3種類（コモン45種、アンコモン30種、レア15種、メタルレア12種+ボックス特典3種、メタルパラレル12種、サインパラレル1種、サンライズレア1種）
      - 『コードギアス 亡国のアキト』が本格参戦。声優サインカードキャンペーンを実施。
- エピソード9 コードギアス 2013年10月25日発売
  - 発売形式 ブースターパック
    - 全67種類+3種類（コモン24種、アンコモン18種、レア12種、メタルレア6種+ボックス特典3種、メタルパラレル6種、サンライズレア1種）
      - 『コードギアス 反逆のルルーシュR2』と『コードギアス 亡国のアキト』と『コードギアス 双貌のオズ』の3作品に絞られる。
- 第18弾 覇道の戦友 2014年2月21日発売
  - 発売形式 ブースターパック
    - 全118種類+3種類（コモン45種、アンコモン30種、レア15種、メタルレア12種+ボックス特典3種、メタルパラレル12種、サインパラレル3種、サンライズレア1種）
      - 『舞-乙HiME Zwei』と『劇場版TIGER & BUNNY -The Rising-』が初登場。それに加えて、『勇者王ガオガイガーFINAL』と『革命機ヴァルヴレイヴ』の4作品に絞られる。さらに『バディ・コンプレックス』がゲスト参戦。
- エピソード10メタルパック 境界線上のホライゾン/アクセル・ワールド 2014年3月21日発売
  - 発売形式 ブースターパック
    - 全87種類+3種類（コモン56種、レア25種+ボックス特典3種、サインパラレル6種）
      - オールメタル仕様。『アクセル・ワールドOVA』が初登場。
- 第19弾 戦場に集う英雄 2014年7月25日発売
  - 発売形式 ブースターパック
    - 全157種類+3種類+10種類（コモン60種、アンコモン45種、レア27種、メタルレア24種+ボックス特典3種+特典10種、サンライズレア1種）
      - 『装甲騎兵ボトムズ ペールゼン・ファイルズ』『革命機ヴァルヴレイヴ アンダー・テイカー』が初登場。
- 構築済みデッキセット3 暁の超新星 2014年12月26日発売
  - 発売形式 スターターセット
    - 全29種類（メインデッキ24種+サイドボード5種、全てスターター専用で、枚数が重複するカードは除く）
      - 公式サイトの人気投票アンケートで選ばれた作品（『魔神英雄伝ワタル』、『勇者王ガオガイガー』、『スクライド』、『アクセル・ワールド』）と、『クロスアンジュ 天使と竜の輪舞』が初登場。
      - 構築済みデッキ初めてサイドボードを採用。
      - 大会環境のルール変更によりカードデザインを変更し、他クルセイドシステム作品が存在する2色Gシンボルを持つカードも初採用。（ブースターのカードも同様）
- 第20弾 来光の盟友 2014年12月26日発売
  - 発売形式 ブースターパック
    - 全127種類+3種類（コモン45種、アンコモン30種、レア27種、メタルレア12種+ボックス特典3種、メタルパラレル12種、サンライズレア1種）
      - 過去にサンクルに参戦した全54作品が一挙参戦。
- エピソード11 クロスアンジュ 天使と竜の輪舞 2015年2月20日発売
  - 発売形式 ブースターパック
    - 全115種類+3種類（コモン45種、アンコモン30種、レア15種、メタルレア12種+ボックス特典3種、メタルパラレル12種、サンライズレア1種）
      - 『クロスアンジュ 天使と竜の輪舞』のみに絞られる。
- 第21弾 運命の革命歌 2015年5月22日発売
  - 発売形式 ブースターパック
    - 全115種類+3種類（コモン45種、アンコモン30種、レア15種、メタルレア12種+ボックス特典3種、メタルパラレル12種、サンライズレア1種）
      - サンライズの2000年代以降のロボットアニメのみで構成。『アルジェントソーマ』『リーンの翼』が初登場。『バディ・コンプレックス』が本格参戦。
- エピソード12 コードギアス 勝利の意味 2015年7月24日発売
  - 発売形式 ブースターパック
    - 全115種類+3種類（コモン45種、アンコモン30種、レア15種、メタルレア12種+ボックス特典3種、メタルパラレル12種、サンライズレア1種）
      - 『コードギアス 反逆のルルーシュR2』と『コードギアス 亡国のアキト』と『コードギアス 双貌のオズO2』の3作品に絞られる。
- 第22弾 無敵の戦士 2015年9月25日発売
  - 発売形式 ブースターパック
    - 全115種類+3種類（コモン45種、アンコモン30種、レア15種、メタルレア12種+ボックス特典3種、メタルパラレル12種、サンライズレア1種）
      - 『無敵ロボ トライダーG7』『銀河漂流バイファム』『絶対無敵ライジンオー』が初登場。
- 第23弾 覇魔の疾風 2015年12月18日発売
  - 発売形式 ブースターパック
    - 全115種類+3種類（コモン45種、アンコモン30種、レア15種、メタルレア12種+ボックス特典3種、メタルパラレル12種、サンライズレア1種）
      - 『魔動王グランゾート』『真魔神英雄伝ワタル 魔神山編』『疾風!アイアンリーガー』『覇王大系リューナイト アデュー・レジェンド』が初登場。
- 第24弾 躍然たる偶像 2016年3月18日発売
  - 発売形式 ブースターパック
    - 全115種類+3種類（コモン45種、アンコモン30種、レア15種、メタルレア12種+ボックス特典3種、メタルパラレル12種、サンライズレア1種）
      - 『元気爆発ガンバルガー』『アイドルマスターXENOGLOSSIA』が初登場。
- 第25弾 創造の輝跡 2016年7月29日発売
  - 発売形式 ブースターパック
    - 全111種類+3種類（ノーマル60種、レア23種、メタルレア12種+ボックス特典3種、メタルパラレル12種、サンライズレア1種、サンライズレアパラレル1種、シークレット2種）
      - 『アクセル・ワールド-インフィニット・バースト-』が最速参戦。
      - 本弾より一部のレアリティの変更により、コモンとアンコモンがノーマルに統一し、シークレットが初収録される（同名のカードで出展作品とイラストが異なる）。
- フェスティバルブースター 2016年10月14日発売
  - 発売形式 ブースターパック
    - 全111種類+3種類（ノーマル60種、レア23種、メタルレア12種+ボックス特典3種、メタルパラレル12種、サンライズレア1種、サンライズレアパラレル1種、フェスティバルレア2種）
      - 第20弾同様、お祭りコンセプトを引き継いでいる。また、フェスティバルレアは、アニメオフィシャルスタッフの新規描き起こしイラストを収録。さらに、『無限のリヴァイアス』が先行参戦。
- 第26弾 無限の救済 2017年2月24日発売
  - 発売形式 ブースターパック
    - 全111種類+3種類（ノーマル60種、レア23種、メタルレア12種+ボックス特典3種、メタルパラレル12種、サンライズレア1種、サンライズレアパラレル1種、シークレット2種）
      - 『ベターマン』『勇者王ガオガイガーFINAL-GRAND GLORIOUS GATHERING-』『ゼーガペインADP』が初登場。また、『無限のリヴァイアス』が本格参戦。
- 第27弾[3] 夜明けの英傑編～異界の神話～ 2017年5月26日発売
  - 発売形式 ブースターパック
    - 全122種類+5種類（ノーマル60種+ボックス特典5種、レア25種、メタルレア12種、メタルパラレル12種、サンライズレア1種、サンライズレアパラレル1種、サンライズレアシークレットパラレル1種、トップエース8種、トップエースパラレル2種）
      - サンライズクルセイド及びクルセイドシリーズ10週年を機に、体制を一新したエキスパンション。（大会では20弾以降のサンライズクルセイドのカードと同じように扱い。）
      - クルセイドシリーズ発足以来初の新規カード種「トップエース」がサンライズクルセイド初登場。また、『サン娘～Girl's Battle Bootlog[4]』がゲスト参戦。
      - さらに、サンライズクルセイドの一般店頭商品としては、最後のエキスパンションとなった。

### 関連商品
- サンライズクルセイド プレミアムリローデッドセット 2016年2月下旬発送
  - プレミアムバンダイ サンライズクルセイド プレミアムリローデッドセット
    - 再録カード50枚・新規プロモーションカード5枚・チップカード5枚・カードスリーブ2種類（各60枚）・ストレージBOXのセット。
- サンライズクルセイド プレミアムパッケージ 永遠の路 2018年2月中旬発送
  - プレミアムバンダイ サンライズクルセイド プレミアムパッケージ 永遠の路[5]
    - 新規カード55枚（全て銀蒸着仕様）[6]・新規カードスリーブ2種類（各60枚）・ストレージBOXのセット。
      - サンライズクルセイドでは、グランドフィナーレを飾るエキスパンションでもある。また、一部の新規カードは、アニメオフィシャルスタッフによる新規描き起こしのイラストも収録。さらに、3個同時購入で新規カードスリーブがもう1セット付いてくる。
- カードアートワークス フロム サンライズクルセイド 2019年8月発送
  - プレムアムバンダイ CARD ART WORKS FROM SUNRISE CRUSADE
    - 新規カード11枚（全て銀蒸着仕様）[7]・解説書1冊のセット。
      - グランドフィナーレから1年半後、これまで描き起こしのイラストを画集として後世に引き続ぐブランド。